# Barra de Santo Antônio
Barra de Santo Antônio este un oraș în statul Alagoas (AL) din Brazilia.